# Dänischer Fußballpokal 1981/82
Der Dänische Fußballpokal 1981/82 war die 28. Austragung des dänischen Pokalwettbewerbs der Männer. Er wurde vom dänischen Fußballverband ausgetragen. Der Pokalsieger musste nach einem 3:3 nach Verlängerung zwischen B.93 Kopenhagen und B 1903 Kopenhagen in einem Wiederholungsspiel ermittelt werden. B.93 gewann dies mit 1:0 und wurde zum ersten Mal dänischer Pokalsieger. Beide Spiele fanden im Københavns Idrætspark von Kopenhagen statt.
Alle Begegnungen wurden in einem Spiel ausgetragen. Bei unentschiedenem Ausgang wurde zur Ermittlung des Siegers eine Verlängerung gespielt. Stand danach kein Sieger fest, folgte ein Elfmeterschießen. Ab dem Halbfinale wurde bei einem Remis das Spiel wiederholt.

## 1. Runde
Es nahmen 48 Mannschaften von der dritten Klasse abwärts sowie acht Zweitligisten teil.

## 2. Runde
Teilnehmer waren die 28 Sieger der ersten Runde, acht weitere Zweitligisten und vier Erstligisten.

## 3. Runde
Teilnehmer: Die 20 Sieger der zweiten Runde und zwölf weitere Vereine aus der 1. Division 1981.
|                      | Ergebnis              |                    |
| -------------------- | --------------------- | ------------------ |
| B 1901 Nykøbing      | 1:2                   | Ikast FS           |
| B 1903 Kopenhagen    | 4:2 n. V.             | BK Frem Kopenhagen |
| Dalum IF             | 2:2 n. V. (5:2 i. E.) | B 1913 Odense      |
| Frederikshavn fI     | 2:4 n. V.             | Brøndby IF         |
| Hørsholm-Usserød IK  | 0:1                   | Næstved IF         |
| Herfølge BK          | 2:1 n. V.             | Hellerup IK        |
| Herning Fremad       | 3:2 n. V.             | Brønshøj BK        |
| Hjørring IF          | 3:5                   | Aarslev BK         |
| Holbæk B&I           | 3:2 n. V.             | Esbjerg fB         |
| Køge BK              | 1:2                   | B.93 Kopenhagen    |
| Kastrup BK           | 3:1                   | Fremad Amager      |
| Kjøbenhavns Boldklub | 0:6                   | Aarhus GF          |
| Lyngby BK            | 4:1                   | Kolding IF         |
| Odense BK            | 0:1                   | Vejle BK           |
| Viborg FF            | 1:1 n. V. (5:3 i. E.) | Hvidovre IF        |
| Aalborg BK           | 2:2 n. V. (3:5 i. E.) | BK Avarta          |

## 4. Runde
Teilnehmer: Die 16 Sieger der dritten Runde.
|                   | Ergebnis              |                 |
| ----------------- | --------------------- | --------------- |
| BK Avarta         | 2:1                   | Brøndby IF      |
| B 1903 Kopenhagen | 3:1                   | Herning Fremad  |
| Dalum IF          | 1:3                   | Næstved IF      |
| Herfølge BK       | 2:2 n. V. (4:1 i. E.) | Kastrup BK      |
| Ikast FS          | 1:2                   | B.93 Kopenhagen |
| Vejle BK          | 2:1                   | Aarhus GF       |
| Viborg FF         | 2:0                   | Lyngby BK       |
| Aarslev BK        | 3:5 n. V.             | Holbæk B&I      |

## Viertelfinale
|                 | Ergebnis |                   |
| --------------- | -------- | ----------------- |
| BK Avarta       | 1:0      | Holbæk B&I        |
| B.93 Kopenhagen | 2:1      | Næstved IF        |
| Herfølge BK     | 0:1      | B 1903 Kopenhagen |
| Viborg FF       | 2:3      | Vejle BK          |

## Halbfinale
|                   | Ergebnis |           |
| ----------------- | -------- | --------- |
| B.93 Kopenhagen   | 3:0      | BK Avarta |
| B 1903 Kopenhagen | 1:0      | Vejle BK  |

## Finale
| Paarung           | B.93 Kopenhagen – B 1903 Kopenhagen |
| Ergebnis          | 3:3 n. V. (2:2, 0:0) |
| Datum             | 20. Mai 1982 |
| Stadion           | Københavns Idrætspark, Kopenhagen |
| Zuschauer         | 7.600 |
| Schiedsrichter    | Per Frickmann |
| Tore              | 0:1 Lars Schøne (61.) 1:1 Tonny Madsen (75.) 2:1 Flemming Osbæck (83.) 2:2 Pierre Larsen (90. Elfmeter) 3:2 Tonny Madsen (105.) 3:3 Torben Olsen (108.)                                                                                                |
| B.93 Kopenhagen   | Bo Skovbjerg – Kim Hansen, Ole Petersen, Find Juhl, Kim Rasmussen – Keld Kristensen, Flemming Osbæck, Jens Kolding (80. Jens Nørager) – Tonny Madsen, Lars Francker, Bjarne Pettersson (35. Jan Kreibke) Cheftrainer: Erik Dennung                     |
| B 1903 Kopenhagen | Per Poulsen – Jakob Rossander (90. Henrik Nielsen), Lars B. Christensen, Peter Garly (75. Torben Olsen), John Andersen – Pierre Larsen, Henrik Hansen, Jens Sass Hansen – Niels Haarbye, Lars Schøne, Jørn Kirk Cheftrainer: Niels-Christian Holmstrøm |

### Wiederholungsspiel
| Paarung           | B.93 Kopenhagen – B 1903 Kopenhagen |
| Ergebnis          | 1:0 (0:0) |
| Datum             | 9. Juni 1982 |
| Stadion           | Københavns Idrætspark, Kopenhagen |
| Zuschauer         | 5.300 |
| Schiedsrichter    | Ole Amundsen |
| Tore              | 1:0 Jens Nørager (86.) |
| B.93 Kopenhagen   | Bo Skovbjerg – Kim Hansen, Ole Petersen, Find Juhl, Kim Rasmussen (76. Bjarne Pettersson) – Jan Kreibke, Keld Kristensen, Flemming Osbæck – Lars Hansen, Lars Francker (85. Jens Nørager), Jens Kolding Cheftrainer: Erik Dennung |
| B 1903 Kopenhagen | Per Poulsen – John Andersen, Jørn Damm, Lars B. Christensen, Peter Garly – Jens Sass Hansen, Jørn Kirk (82. Torben Olsen) – Niels Haarbye, Henrik Hansen, Lars Schøne Cheftrainer: Niels-Christian Holmstrøm                      |